# 斯洛伐克历史
斯洛伐克是一个位于中欧的国家。1993年1月1日，斯洛伐克自捷克斯洛伐克分离，成为独立国家。本文记录斯洛伐克的歷史。

## 名称由來
斯洛伐克作为今天这个地区的称呼起碼在15世紀出現。16世纪即成為常用名稱，斯拉夫人在5世纪就已经在此定居，他们从9世纪开始自称斯拉夫人，因此这个名字有可能在15世纪前即已使用。

## 早期历史
早在舊石器時代中後期（ 距今三萬年前至二十萬年前 ），今天斯洛伐克境內已經有人類聚居.
根據古希臘文獻，公元前五世紀左右，在斯洛伐克定居的是凯尔特人，前5世纪开始他们被属于日耳曼人的部落排挤，从1世纪到5世纪今天的斯洛伐克是罗马人和日耳曼人的边界，这里发生多次边界战争。
500年左右斯拉夫人的祖先来到这里。7世纪中斯洛伐克是当时萨莫（Samo）的中心。8世纪时尼特拉公国出现，833年它成为大摩拉维亚的中心部分。

## 中世纪

### 哈布斯堡和奧斯曼政府
11世纪斯洛伐克成为匈牙利王国的一部分，1526年随匈牙利歸奥地利君主管辖，由此在1867年成为奥匈帝国的一部分。奧斯曼帝國征服了匈牙利王國的中部地區，並在那裡設立了幾個奧斯曼省份。 特蘭西瓦尼亞成為奧斯曼帝國的保護國附庸和基地，在1604 年至1711 年間，匈牙利王國貴族領導的所有反哈布斯堡起義都在此誕生。前匈牙利王國的剩餘部分，其中包括現在的大部分地區今斯洛伐克的領土（除中南部地區外）、今匈牙利西北部、克羅埃西亞北部和今布爾根蘭，抵抗了奧斯曼帝國的征服，隨後成為哈布斯堡王朝的一個省。 它仍然被稱為匈牙利王國，但被一些現代歷史學家稱為“皇家匈牙利”。16世纪和17世纪内当东南欧大部分地区被奥斯曼帝国占领时，匈牙利王国的实际组成部分只有今天的斯洛伐克。

## 近代

### 1848年匈牙利革命
1848年匈牙利革命中，斯洛伐克民族主義領導人站在奧地利一邊，推動其與奧地利君主制內的匈牙利王國分離。 斯洛伐克國民議會甚至在維也納組織了一場起義，目的是使斯洛伐克人平等並在哈布斯堡王朝中獲得自治權，稱為斯洛伐克起義。 1848 年 9 月，斯洛伐克國民議會成功組織了對被佔領領土的短暫管理。 然而，斯洛伐克軍隊後來被維也納宮廷解散。 另一方面，來自斯洛伐克現領土的數千名志願者，其中包括大量斯洛伐克人，在匈牙利軍隊中作戰。
匈牙利革命失敗後，匈牙利政治菁英受到奧地利當局的壓迫，許多革命參與者被處決、監禁或被迫移民。 1850年，匈牙利王國分為五個軍區或省，其中兩個軍區在今斯洛伐克境內設有行政中心：普雷斯堡軍區（布拉迪斯拉發）和科希策軍區。
1860年，奧地利當局廢除了這兩個省。斯洛伐克的政治菁英利用維也納宮廷的新專制時期和匈牙利傳統菁英的弱點來推進他們的國家目標。 圖爾茲-聖馬丁（Martin / Túrócszentmárton）隨著全國文化協會馬蒂卡·斯洛文斯卡（1863 年）、斯洛伐克國家博物館和斯洛伐克民族黨（1871 年）的成立，成為斯洛伐克民族運動的最重要中心。

### 1867年奧地利-匈牙利折衷方案
1867年後，由於1867年奧匈妥協，中歐哈布斯堡王朝的領地經歷了憲政轉變，轉變為奧匈帝國二元君主制，該運動的鼎盛時期突然結束。斯洛伐克被納入由匈牙利政治精英主導的雙重君主制的匈牙利部分，由於其泛斯拉夫主義、分裂主義及其最近反對1848年匈牙利革命的立場，匈牙利政治精英不信任斯洛伐克精英。馬蒂卡被指控泛斯拉夫分裂主義，並被1875 年被當局解散，其他斯洛伐克機構（包括學校）也遭遇了同樣的命運。
國家和政治生活的新跡象直到十九世紀末才出現。 斯洛伐克人意識到他們需要在鬥爭中與其他人結盟。 這種認知的結果之一就是 1895 年在布達佩斯召開的匈牙利王國被壓迫人民大會，引起了政府的警惕。 斯洛伐克人在鬥爭中得到了捷克人的大力幫助。 1896年，捷克斯洛伐克互助概念在布拉格確立，旨在加強捷克與斯洛伐克的合作並支持斯洛伐克從匈牙利王國分裂。
20世紀初，政治和社會生活日益民主化，威脅君主制。 呼籲普選成為主要的戰鬥口號。 在匈牙利王國，只有 5% 的居民可以投票。斯洛伐克人在代議制民主的趨勢中看到了緩解種族壓迫和重新進行政治活動的突破的可能性。
斯洛伐克政治陣營在本世紀初分裂成不同派系。 總部設在馬丁的斯洛伐克民族黨領導人預計國際局勢將向有利於斯洛伐克的方向轉變，他們非常重視俄羅斯。 安德烈·赫林卡神父領導的斯洛伐克政治家羅馬天主教派專注於斯洛伐克公眾的小事業，並在戰前不久建立了一個名為斯洛伐克人民黨的政黨。 聚集在《Hlas》雜誌周圍的自由派知識分子也遵循類似的政治道路，但更重視捷克與斯洛伐克的合作。1905年獨立的社會民主黨出現。

## 捷克斯洛伐克
第一次世界大战后，奥匈帝国瓦解，1918年斯洛伐克和捷克一起组成捷克斯洛伐克，包括今天匈牙利的一部分，这些地区的主要居民是匈牙利人，同时今天匈牙利境内也有部分说斯洛伐克语的地区。

## 第二次世界大战后
第二次世界大战时期的1938年至1945年斯洛伐克获得“独立”（实际上是当时被纳粹德国控制的一个傀儡政权）。战后又重新和捷克合并，并成为一个社会主义国家。
从1969年起，斯洛伐克成为捷克斯洛伐克社会主义共和国的加盟共和国之一。1989年，捷克斯洛伐克政局开始发生变化，捷克共产党失去政權，之后，斯洛伐克的分离倾向日益明显，捷克斯洛伐克开始联邦化。

## 斯洛伐克
经过1992年通过全民公投，1993年1月1日斯洛伐克宣布脫離捷克斯洛伐克社会主义共和国，成为一个独立的国家，史稱「天鵝絨分離」。
2003年5月17日至18日斯洛伐克举行全民公投，92.45%的公民支持加入欧洲联盟。420万选民中只有52.15%参加投票。2004年3月29日斯洛伐克加入北约。
2004年4月3日的总统选举中在首轮选举中，没有任何候選人获得50%的最低投票率，在第二轮选举中伊万·加什帕罗维奇以60%的选票获胜。
2004年5月1日加入欧洲联盟。在2004年举行的欧洲议会的选举中只有16.66%的选民参加投票。
2006年6月17日，新一届国会选举结果揭晓，方向—社會民主黨获得29.14%的选票，成为國会第一大党。斯洛伐克基督教民主同盟，获得18.35%的选票；接下来是斯洛伐克民族党，获得11.73%的选票。 （页面存档备份，存于）7月4日，斯洛伐克总统加什帕罗维奇正式任命方向党主席菲乔为新政府总理。方向—社會民主黨与斯洛伐克民族党和争取民主斯洛伐克运动组建联合政府。 （页面存档备份，存于）
2009年3月21日的總統選舉，在首輪選舉中，爭取連任的總統伊万·加什帕罗维奇獲得46.7%的選票，領先於其他候選人。但沒有任何候選人獲得50%的最低投票率，在第二輪選舉中伊萬·加什帕羅維奇贏得55.53%的選票，擊敗對手拉迪喬娃（得票44.47%）成功連任。
2019年3月16日的總統選舉第一輪投票中，查普托娃得票率40.57%，排名第一。由於13位候選人得票均未過半，她與排名第二、獲得18.66%選票的馬羅什·謝夫喬維奇進入第二輪。[5]2019年3月30日舉行的總統選舉第二輪投票中，查普托娃以58.40%的得票率當選斯洛伐克總統，成為斯洛伐克首位女性總統，並在2019年6月15日宣誓就職。[6]